# Герцлаке
Герцлаке (нім. Herzlake) — громада в Німеччині, розташована в землі Нижня Саксонія. Входить до складу району Емсланд. Центр об'єднання громад Герцлаке.
Площа — 49,77 км2. Населення становить 4755 ос. (станом на 31 грудня 2021).

## Відомі мешканці
- Онищенко Олександр Романович — український олігарх, меценат кіннотного спорту, колишній політик-нардеп ВР України VII і VIII скликань від Партії регіонів; втікач від українського правосуддя; із 2016 року перебуває в Німеччині,[2] у місті Герцлаке збудував конюшню[3].